# Мохамед Надир Шах
Мохамед Надир Шах (Mohammed Nadir Schah, на пущу: ‏محمد نادر شاه‎‎, * 10 април 1883 в Дехрадун (днес в Индия), † 8 ноември 1933 в Кабул) е крал на Афганистан от 1929 г. до убийството му през 1933 г.

## Биография
Надир Шах е военен министър при Аманула Кан (1892–1960) и играе голяма роля през третата афганистанската война против Великобритания през 1919 г., която води до пълната независимост на страната през 1922 г. Малко след това, той е в немилост и отива в изгнание във Франция.
Като потомък на род Баракзай на племето Мохамадзай, той и трима негови братя свалят през 1929 г. крал Хабибула Калакани. С британска помощ, той е признат за крал. Започва модернизиране на страната, което води до конфликти с Улемите. Надир Шах е убит през 1933 г. от един студент. Братята му определят неговия син Мохамед Захир Шах (1914–2007) за наследник и водят за него регентството до 1953 г.
Династията, образувана от него и сина му се нарича също Мусахибан-династия.